# Herbert Volkmann (Mediziner)
Herbert Volkmann (* 4. Februar 1907 in Berlin; † 17. Juni 1970 in München) war ein deutscher Mediziner und Medizinjournalist.
Er verwendete auch die Pseudonyme Peter Hiron und Peter Grunow.
Herbert Volkmann studierte Medizin in Berlin mit der Promotion 1933 (Dissertation: Beiträge zur Pathogenese des Hydrocephalus internus). Danach war er ein Jahr Assistent in der Hautklinik der Charité und praktizierte anschließend als niedergelassener Arzt in Berlin. 1934 wurde er Vertragsarzt der Berliner Polizei mit Verbeamtung 1937 als Stabsarzt der Polizei. Im selben Jahr wurde er Mitglied der NSDAP. Neben seiner Tätigkeit als Arzt war er Journalist beim Berliner Lokal-Anzeiger und beim Allgemeinen Wegweiser (einer Wochenzeitung). 1938 trat er aus dem Polizeidienst auf eigene Veranlassung hin aus und ging wieder als Assistent an die Hautklinik der Charité. Im Dezember 1940 erhielt er seine Facharztzulassung für Haut- und Geschlechtskrankheiten. Gleichzeitig war er von 1942 bis 1945 Stabsarzt der Reserve bei der Luftwaffe in Berlin.
Daneben war er freier Mitarbeiter bei den Verlagen August Scherl, Knaur und Urban & Schwarzenberg und gab unter dem Pseudonym Peter Hiron Knaurs Gesundheitslexikon von Josef Löbel heraus und die Medizinische Terminologie von Walter Guttmann (bzw. dessen Pseudonym Walter Marle). In beiden Fällen wurden die ursprünglichen jüdischen Autoren im Rahmen der Arisierung (Entjudung) aus den Titeln der beiden Werke gestrichen und durch Volkmann im Titel ersetzt (bei Knaurs Gesundheitslexikon unter seinem Pseudonym Peter Hiron), was auch in den Folgeauflagen nach dem Krieg so blieb. Bei der Medizinischen Terminologie geschah das 1939, bei Knaurs Gesundheitslexikon 1940/41. Im Gesundheitslexikon kamen neue Stichwörter hinzu, die in das nationalsozialistische Umfeld passten (z. B. Rasse, Volksgesundheit), andere fielen weg (z. B. Homosexualität, Haftpsychose, Hausarzt, Größenwahn, Exhibitionismus). Bei der Bearbeitung der Medizinischen Terminologie holte er sich 1951 zur Unterstützung  den ehemaligen Mediziner-Kollegen bei der Berliner Polizei Kurt Hoffmann (1899–1965). Dieser war Generalarzt der Polizei in Berlin und nach dem Krieg Referent für zivilen Bevölkerungsschutz im Bonner Innenministerium und Herausgeber des Deutschen Ärztekalenders. Er war früher ebenfalls NSDAP-Mitglied (1933) und zusätzlich SS-Mitglied.
Ab 1941 war er als Nachfolger des im selben Jahr verstorbenen Kurt Brandenburg Schriftleiter der Zeitschrift Medizinische Klinik bei Urban & Schwarzenberg.
Nach dem Krieg siedelte er nach München über. Im Entnazifizierungsprozess wurde er zunächst als Mitläufer und 1948 in Berufung als entlastet eingestuft. Er war weiter Herausgeber von Knaurs Gesundheitslexikon und der Medizinischen Terminologie.
1952 übernahm er die Herausgabe der Hauszeitschrift der Firma Merck in Darmstadt (Medizinischer Monatsspiegel). Er war Mitbegründer des Kollegiums der Medizinjournalisten.